# Droga międzynarodowa M16 (Ukraina)
Droga magistralna M16 (ukr. Автошлях М 16) − trasa międzynarodowego znaczenia na terenie Ukrainy. M16 biegnie od Odessy na północny zachód do granicy z Mołdawią w Rejonie białogrodzkim. Łączna długość 58,7km.